# Луїтпольд Баумблатт
Луїтпольд Баумблатт (нім. Luitpold Baumblatt; 1806 — 16 лютого 1877) — письменник і педагог, відомий юдейсько-католицький  конвертит, при народженні мав ім'я Якоб. Частину своїх творів видавав під псевдонімом Friedrich Haller. Народився у багатій єврейській родині у Тайлгаймі (Нижня Франконія). За волею батька мав стати рабином, чя цього відвідав у віці від 14-ти років єврейську Школу Талмуду в Фюрті близько Нюрнберга. Коли хлопець провчився п'ять років, у Баварії був прийнятий закон, за яким рабинам також необхідно було мати університетську освіту, як це було прийнято для християнської духовенства. Це спонукало Якова радикально змінити життєві плани. Він зайнявся торгівлею, вивчав французьку мову. Невідомо, чому він вирішив поміняти віру, але охрестився на свято Петра і Павла у 1840 р. Після одруження у 1847 році Луїтпольд Баумблатт викладов у торговій школі, пізніше став ректором торгово-економічного училища у Кайзерслаутерні. В той же час він почав писати книги переважно історично-релігійної тематики. Спочатку він більше перекладав з французької, але пізніше писав і власні твори. Помер у Кайзерслаутерні.

## Деякі твори
- «Der Katholizismus und der Judaismus» (Übersetzung der französischen Autobiografie des Konvertiten David Drach), Frankenthal (Pfalz), 1841 — «Католицизм і юдаїзм». Переклад з французької конвертита Давида Драха (David Drach).
- «Der verführte Jüngling. Eine Erzählung für die reifere Jugend» 1842 — «Зваблений хлопець». Оповідання для зрілої молоді.
- «Schicksale eines Waisenmädchens: Der Jungfernsprung», 1843 — «Доля дівчинки-сироти: Втрата цноти»
- «Der Kaufherr und seine Söhne; eine Erzählung für die Jugend und Erwachsene», 1854 — «Купець і його сини; оповідання для молоді і дорослих»
- «Judith, oder die Franzosen in Worms; eine historische Novelle», 1857 = «Юдит, або французка у Вормсі, історична новела».
- «Des Domglöckners Töchterlein. Eine historische Novelle», 1865 — «Донечка дзвонаря. Історична новела».
- «Die Tochter des Bauherrn. Eine historische Novelle aus dem 17. Jahrhundert», 1866 — «Дочка багатого селянина. Історична новела з 17-го століття».